# Nothrus brevirostris
Nothrus brevirostris är en kvalsterart som först beskrevs av Ewing 1910.  Nothrus brevirostris ingår i släktet Nothrus och familjen Nothridae. Inga underarter finns listade i Catalogue of Life.